# Rozmowy przy wycinaniu lasu
Rozmowy przy wycinaniu lasu – spektakl Teatru Telewizji z 1998 r. w reżyserii Stanisława Tyma.
Prapremiera tego spektaklu odbyła się w 1975 r. w Teatrze Kwadrat, w reżyserii Edwarda Dziewońskiego, następnie po dziewięciu latach na tych samych deskach, ponownie wystawił go Stanisław Tym.

## Obsada
- Janusz Gajos – Bimber
- Paweł Burczyk – Dunlop
- Bogusław Sochnacki – Macuga
- Tomasz Sapryk – Zyzol
- Jan Kobuszewski – Siekierowy
- Jerzy Turek – Gajowy
- Dorota Nowakowska – Ethalia
- Władysław Kowalski – Alex
- Gustaw Holoubek – Ekspert
- Maciej Englert – Ekspert
- Krzysztof Rudziński – Ekspert
- Stanisław Tym – Kierowca